# アイリーン・ギャレット

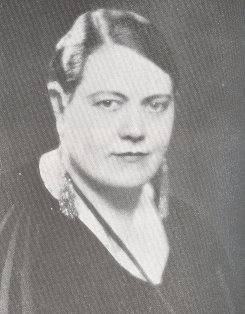
アイリーン・ギャレット

アイリーン・ギャレット（Eileen Jeanette Vancho Lyttle Garrett、1893年3月17日 - 1970年9月15日）は、アイルランド人女性の霊媒師。
イギリスの非営利団体British College of Psychic Science（カレッジ・オブ・サイキック・スタディーズの前身）の創設者であるジェームス・ヒューワット・マッケンジーのもとで透視能力を開発し、霊媒となったとされる。1920年代中頃には予知能力者として、心霊主義者たちの間で著名な存在となった。1931年には心霊現象研究協会の招待を受けてアメリカにわたり、ニューヨークなど全米各地の大学で心霊パフォーマンスを行なったほか、警察の行方不明者捜索にも協力した。
超常現象関連の書籍や各メディアには、ギャレットの霊媒としての実績について、以下のような記録がある。
- 1928年の交霊会で、第一次世界大戦のイギリスの撃墜王ウォルター・ヒンチリフの霊から、2年後の1930年に起きるイギリスの飛行船R101の墜落事故について聞かされた[3][4]。
- R101の事故の2日後の交霊会で、R101の船長の霊と会話し、事故の内容について知った。その内容は、後の公式調査機関による調査報告内容と一致していた[2][4]。
- 封をした封筒の中身を言い当て、その中身を入れた人物の容貌を正確に描写した[3]。

心理学者のローレンス・ルシャンは、自ら主催した実験でギャレットの披露した透視の結果に感嘆した。彼女のパフォーマンスに感銘を受けた者の中には心霊主義者のみならず懐疑主義者もおり、頑固者といわれた映画監督のセシル・B・デミルも、亡き母の霊が自分のそばにいるとのギャレットの語りに感涙した。また、ギャレット自身は初等教育しか受けていなかったが、その才能、知性、人柄によりコナン・ドイル、バーナード・ショー、カール・グスタフ・ユングと言った多くの著名人たちが彼女に惹きつけられた。特にドイルは、前述のR101の事故をギャレットが予知した際、R101の航行を中止するようイギリス航空省へ訴えたという。
後年には喫茶店や労働者用のホステルの経営、文学雑誌『トゥモロー』発刊などの活動を行い、1951年には心霊現象・超常現象研究支援の理解を広める事業として、ニューヨークで超心理学研究のための基金を創設、超心理学研究促進のために同市に超心理学財団を設立した。この財団はギャレットの没後も、彼女の娘と孫娘らが引き継いで運営している。